# Amandine Fouquenet
Amandine Fouquenet (* 19. Februar 2001 in Vitré) ist eine französische Radrennfahrerin.

## Sportlicher Werdegang
Fouquenet stammt aus dem kleinen bretonischen Dorf Brielles und fuhr in ihrer Jugend für den Radsportverein von Cossé-le-Vivien. 2017 wurde sie französische Jugend-Meisterin im Temporennen auf der Bahn. Ihre größten Erfolge hatte Fouquenet seither im Cyclocross. In dieser Zeit war sie 2019 französische Junioren-Meisterin, 2021 gewann sie mit 19 Jahren das gemeinsame Rennen von Elite und U23 und holte damit beide Titel auf einmal. 2025 war sie zum zweiten Mal französische Elite-Meisterin. Insgesamt gewann sie über ein Dutzend Rennen des UCI-Kalenders, allesamt in Frankreich. Ihre bedeutendsten internationalen Resultate waren Top-10-Platzierungen bei den Europameisterschaften 2023 und 2024 sowie den Weltmeisterschaften 2025.
Im Straßenradsport fährt Fouquenet seit 2020 für Arkéa. Für dieses Team nahm sie am Giro Donne 2021 sowie von 2022 bis 2024 an der Tour de France Femmes teil, wobei sie 2023 wegen einer Krankheit aufgeben musste. Ihr bislang größter Erfolg in dieser Disziplin war der Gewinn des französischen U23-Meisterschaftsrennens 2022.

## Erfolge

### Cyclocross
2018/2019
 Französische Meisterin (Junioren)
2020/2021
 Französische Meisterin
2024/2025
 Französische Meisterin

### Straße
2022
 Französische Meisterin (U23) – Straßenrennen